# Тайберт, Расселл
Расселл Тайберт (англ. Russell Teibert; род. 22 декабря 1992, Ниагара-Фолс, Онтарио, Канада) — канадский футболист, полузащитник. Выступал за клуб «Ванкувер Уайткэпс» и сборную Канады.

## Клубная карьера
Тайберт — воспитанник клуба «Ванкувер Уайткэпс». В 2008 и 2009 годах во время выступлений за молодёжный состав Расселл дважды был признан лучшим футболистом страны среди юношей. 31 июля 2010 года в матче против «Каролина Рэйлхокс» он дебютировал за основной состав клуба. После преобразования «Ванкувер Уайткэпс» во франшизу MLS Тайберт был подписан вновь образованным клубом 17 марта 2011 года. 19 марта он сыграл в матче стартового тура сезона 2011 против другого канадского клуба «Торонто», ставшем для «Ванкувера» дебютом в высшей лиге. 11 мая 2013 года в поединке против «Лос-Анджелес Гэлакси», сделав «дубль», он забил свои первые голы в профессиональной карьере. 11 июля 2014 года Тайберт подписал новый многолетний контракт с «Ванкувер Уайткэпс». В 2015 году Расселл помог «Уайткэпс» выиграть Первенство Канады. 6 декабря 2017 года Тайберт подписал с «Ванкувер Уайткэпс» новый трёхлетний контракт до конца сезона 2020. 18 июля 2020 года Тайберт подписал с «Ванкувер Уайткэпс» новый контракт до конца сезона 2023 с опцией продления на сезон 2024. По окончании сезона 2023 Тайберт провёл переговоры с «Ванкувер Уайткэпс» о продлении контракта согласно опции. 1 марта 2024 года Расселл Тайберт объявил о завершении карьеры после 16 лет выступлений за «Ванкувер Уайткэпс» и перешёл на работу во фронт-офис клуба.

## Международная карьера
В 2011 году Тайберт в составе молодёжной сборной Канады выступал на молодёжном чемпионате КОНКАКАФ в Гватемале. На турнире он сыграл в матчах против команд Гваделупы и Мексики.
15 августа 2012 года в товарищеском матче против сборной Тринидада и Тобаго Тайберт дебютировал за сборную Канады, заменив во втором тайме Патриса Бернье.
В 2013 году Расселл попал в заявку сборной на участие в Золотом кубка КОНКАКАФ. На турнире он сыграл в матче против сборной Мартиники.
11 июня 2015 года в отборочном матче чемпионата мира 2018 против сборной Доминики Тайберт забил свой первый гол за национальную команду.
В том же году Расселл попал в заявку сборной на участие в Золотом кубка КОНКАКАФ. На турнире он сыграл в матчах против сборных Коста-Рики, Ямайки и Сальвадора.
В 2017 году Тайберт в третий раз попал в заявку сборной на участие в Золотом кубке КОНКАКАФ. На турнире он сыграл в матчах против команд Французской Гвианы и Ямайки.
Тайберт был включён в состав сборной Канады на Золотой кубок КОНКАКАФ 2019. На турнире он сыграл в матчах против команд Мартиники и Мексики.

### Голы за сборную Канады
| №  | Дата           | Место                                  | Противник | Счёт | Результат | Соревнование                       |
| -- | -------------- | -------------------------------------- | --------- | ---- | --------- | ---------------------------------- |
| 1. | 11 июня 2015   | Уинсор Парк, Розо, Доминика            | Доминика  | 0:2  | 0:2       | Чемпионат мира 2018 (квалификация) |
| 2  | 10 января 2020 | Чампионшип Соккер Стэдиум, Ирвайн, США | Барбадос  | 2:0  | 4:1       | Товарищеский матч                  |

## Достижения
Командные
 «Ванкувер Уайткэпс»
- Победитель Первенства Канады: 2015, 2022, 2023

Личные
- Футболист года в Канаде до 17 лет: 2008, 2009
- Самый ценный игрок Первенства Канады: 2015